# 脇坂安興
脇坂 安興（わきさか やすおき）は、江戸時代中期の大名。播磨国龍野藩の第4代藩主。龍野藩脇坂家6代。官位は従五位下中務少輔、淡路守。

## 略歴
享保2年（1717年）5月11日、第3代藩主・脇坂安清の3男として誕生。
兄・安貞が早世したために世子となり、享保7年（1722年）の父の死去により跡を継いだ。享保16年（1731年）12月に叙任される。元文5年（1740年）には龍野の史書である『龍野志』が編纂された。
延享4年（1747年）8月10日に死去し、跡を長男・安弘が継いだ。

## 系譜
- 父：脇坂安清（1685-1722）
- 母：慈性院 - 鵜川内蔵助娘
- 正室：津軽信興娘
  - 長男：脇坂安弘（1738-1757）
- 側室：本間氏
- 側室：小堀次郎兵衛娘
  - 次男：脇坂安実（1745-1759） - 脇坂安弘の養子
- 生母不明の子女
  - 女子：宝勝院 - 板倉勝武正室
  - 女子：竹腰勝起正室
  - 女子：片桐貞芳正室 - のち一柳直住継室
  - 女子：斉藤三益継室